# Johannes Nilsen
Pour les articles homonymes, voir Nilsen.
Johannes Nilsen, né en 1840 en Finlande, est un navigateur norvégien du XIXe siècle. 

## Biographie
En 1858, il prend part à un premier voyage en Arctique sur le Prøven.
Capitaine du Freya, Nilsen est connu pour un voyage en juillet-août 1872 à l'île aux Ours et la Terre de Gillis dont il fait le tour. Il nomme un sommet Haarfagrehangen en l'honneur d'Harold Haarfagre pour commémorer le millième anniversaire de la formation de la Norvège. 
Le 20 juillet 1898, en compagnie de Ludvig Bernard Sebulonsen, à mi-chemin entre la Norvège, le Svalbard et l'archipel François-Joseph, ils découvrent l'île Victoria
En 1900, il commande toujours le Freya d'Hammerfest et pénètre dans le détroit Scoresby.